# Lecane proiecta
Lecane proiecta är en hjuldjursart som beskrevs av Hauer 1956. Lecane proiecta ingår i släktet Lecane och familjen Lecanidae. Inga underarter finns listade i Catalogue of Life.